# NY市警緊急出動部隊 トゥルー・ブルー
『NY市警緊急出動部隊 トゥルー・ブルー』（ニューヨークしけいきんきゅうしゅつどうぶたい トゥルー・ブルー、True Blue）は1989年、アメリカのNBCネットワークにて制作されたドラマ。ニューヨーク市警察の第8分署（管轄はマンハッタン島東半分?）に拠点を置く緊急出動部隊（ESU;Emergency Service Unit）、トラック・ワンの活躍を描くポリス・アクション。

## 設定
ESUは人命救助（自殺志願者を助けたり、緊急のお産を手伝ったり、海に落ちた車の中から乗員を救出したり、迷子の動物を保護したり）と、特殊武器による一般警察支援（対凶悪犯、爆弾処理、人質救出）が任務。この部隊があるため、ニューヨーク市警にSWATは設置されていない。
現実のESUは通常は人命救助任務が中心で、家屋突入等のSWAT的な任務はユニット「Aチーム」が担当。このAチーム任務も持ち回りである。レスキュー任務もこなすESUの任務内容から「全米で一番忙しいSWATチーム」呼ばれる場合もある。
トラック・ワンでは大型重装甲トラック（アダム1、テレビ東京放映時の日本語吹き替えではアダム１がトラック１のコールサインを名乗っている）・小型ボンネットトラック（ボーイ1とチャーリー1）に2人乃至3人で分乗し、時に一斉に、また時に分かれて緊急出動する（別の分署に拠点を置く隊もある。全部で10個分隊で、個々の分隊はESS（2つ目のSはSquad）と呼ばれる）。劇中、ポリスアカデミーの実習生であるケーシーは、その時々でアダム１、ボーイ１、チャーリー１に同乗して実地研修を受けている。また、K-9（警察犬）ユニットの隊員でもあるレッドは、相棒の警察犬・バードとともに「ケイナイン（K-9）１」として出動・巡邏している。
ちなみに、トラック・ワンの拠点である「第8分署」は欠番で架空のものだが、このユニット自体はマンハッタン島南部担当で実在する。
次々に起こる事件に対応する隊の活躍と、隊員たちがそれぞれに抱える私生活上の悩みの部分がドラマとして描かれる（例：離婚した妻との間で息子・ジョーイの親権を争っているボビー、旧友が不法滞在状態になっているため力を貸そうとしたがまた失踪されたマイク、現場におけるジーノとデイビーの主観のずれが原因で人種に関わる社会問題に発展しかけた事件、子宝に恵まれないスキーボス夫妻、最終回においてフランキーがミスコンに出場する恋人＝アイネス・マルチネスに嫉妬する一件等）。なお、公務と私生活を縦軸と横軸として展開する手法は「白バイ野郎ジョン&パンチ」「女刑事キャグニー&レイシー」「サード・ウォッチ」「Hawaii Five-0」などにおいても見られる手法である。

## 主要登場人物
- “ボビー”ロバート・トラバーソ巡査：ジョン・ボルガー（英語版）（日本語吹替: 大滝進矢）
- レッド・トリン巡査：レオ・バーメスター（英語版）（日本語吹替: 峰恵研）
- マイク・ダフィー巡査長：ディック・ラテッサ（英語版）（日本語吹替: 石森達幸）
- ジーノ・トッフェネリ巡査：ネスター・セラーノ（日本語吹替: 荒川太郎）
- 警察学校実習生ケーシー・ピアース：グラント・ショウ（英語版）（日本語吹替: 子安武人）第3話（正規シリーズ化）から登場
- “ビル”ウィリアム・トリプレット警部補（ユニット隊長）：ボウ・スター（英語版）（日本語吹替: 筈見純）
- “ジェシー”ジェシカ・ヘイリー巡査：アリー・ウォーカー（日本語吹替: 深見梨加）第2話（パイロット版の完結編）から登場
- “スキーボス”アンディ・ウォジェスキー巡査部長（ユニットリーダー）： ティモシー・ヴァン・パタン（日本語吹替: 小室正幸）
- “デイビー”デビッド・オドム巡査：ダーネル・ウィリアムズ（英語版）（日本語吹替: 星野充昭）
- “フランキー”フランクリン・アヴィラ巡査：エディ・ベレツ（英語版）（日本語吹替: 二又一成）
- ユーリ（ラトビア移民のタクシードライバー兼フリーのビデオジャーナリスト）：エリヤ・バスキン（日本語吹替: 牛山茂）

愛称を持つ隊員は愛称で呼ばれる。

## その他の登場人物
- 市警本部・セルビーノ警察長：ヴィクター・アーノルド（英語版）
- 第8分署長・モッタ警部：ジョー・リジ（英語版）
- アマンダ・プラマー（分署のすぐ近くに住む市民）：スーサン・リザー
- コニー・トリン（レッドの別れた妻）：アニー・ゴールデン（英語版）
- サカラリス夫人（第8分署の裏のアパートに夫と共に住む老婦人）：ミミ・チェッキーニ（英語版）

## サブタイトル一覧
1. 国際テロリスト 悪魔のカウントダウン(パイロット版 本篇のみ「ニューヨーク特殊部隊E・S・U 出動!」としてビデオあり）
2. 消えた10,000ドル
3. 帰ってきたエルビス
4. ロンリーボーイズ
5. 憂うつな警察官
6. 連続爆破魔
7. スナイパーの標的
8. 脱走犯の落とし物
9. 地下鉄の亡霊たち
10. 崩れた洞窟
11. マンホール大爆発
12. 対決!! ドラゴンマフィア

本来は全13回だったのだが、第13話（原題「Signal 66」）が、日米両国で放送されなかった。打ち切られたと見られる。

## 日本放映
日本では1991年10月8日から12月まで、テレビ東京系にて火曜夜10時から放映された。日本語版製作は東北新社だった。